# Terry (Montana)
Terry – miasto w Stanach Zjednoczonych, w stanie Montana, siedziba administracyjna hrabstwa Prairie.